# Tāng Xiǎnzǔ
Tang Xianzu (Tāng Xiǎnzǔ, Cinese tradizionale: 湯顯祖; Cinese semplificato: 汤显祖) (Linchuan, 24 settembre 1550 – 29 luglio 1616) è stato un poeta, drammaturgo e saggista cinese, vissuto sotto la dinastia Ming.
Vissuto in un'epoca in cui la società feudale cinese subiva profonde trasformazioni, mentre gli europei andavano muovendo i primi passi nel nuovo mondo, è considerato uno dei maestri del teatro cinese. Nato a Linchuan, Jiangxi, aveva iniziato la carriera di funzionario superando l'esame provinciale a 21 anni e successivamente quello imperiale a 34. Dapprima inviato nella provincia del Guangdong, fu poi nominato governatore del distretto di Suichang nella provincia dello Zhejiang. Attiratosi l'ostilità dei potenti per la sua grande dirittura morale, lasciò l'incarico all'età di 48 anni e si ritirò nella provincia d'origine, dedicandosi alla letteratura. Scrisse un gran numero di poesie, saggi ed opere teatrali.
È considerato il maggior autore dell’Opera del Sud, ed accanto all'attività di drammaturgo svolse anche quella di teorico dell'opera, partecipando personalmente anche alla messa in scena delle sue creazioni. Le sue opere principali, che vengono chiamate i Quattro Sogni per il ruolo importante che il sogno riveste nell'intreccio, fanno tuttora parte del repertorio delle compagnie Kūnqǔ.

## Opere teatrali
- Il flauto viola (cinese: 紫簫記; pinyin: Zǐxiāo Jì)
- La fibbia viola (cinese: 紫釵記; pinyin: Zǐchāi Jì)
- Il padiglione delle peonie  (cinese: 牡丹亭; pinyin: Mǔdān Tíng)
- Han Dan (cinese: 邯鄲記; pinyin: Hándān Jì)
- Nanke Ji (Chinese: 南柯記; pinyin: Nánkē Jì)